# L'espia amb dos caps
L'espia amb dos caps (títol original: The Two-Headed Spy) és una pel·lícula de thriller d'espies britànica de 1958 dirigida per André De Toth i protagonitzada per Jack Hawkins, Gia Scala, Erik Schumann, Donald Pleasence i Alexander Knox. La pel·lícula, que té elements de cinema negre i està ambientada a la Segona Guerra Mundial, es va basar en una història de J. Alvin Kugelmass anomenada Britain's Two-Headed Spy i destaca per haver estat escrita per escriptors de la llista negra. Està doblada al català.

## Argument
Un agent britànic infiltrat des de fa temps dins l'exèrcit alemany, es instat a continuar la seva feina durant la Segona Guerra Mundial, però lluita per mantenir en secret la seva veritable identitat al Tercer Reich.

## Repartiment
- Jack Hawkins com General Alex Schottland
- Gia Scala com Lili Geyr
- Erik Schumann com capità Kurt Reinisch
- Alexander Knox com cap de la Gestapo Müller
- Felix Aylmer com Cornaz
- Walter Hudd com Almirall Canaris
- Edward Underdown com Ernst Kaltenbrunner
- Laurence Naismith com General Hauser
- Geoffrey Bayldon com Dietz
- Kenneth Griffith com Adolf Hitler
- Michael Caine com a agent de la Gestapo
- Martin Benson com General Wagner
- Ronald Hines com caporal alemany
- Donald Pleasence com General Hardt
- Martin Boddey com General Optiz
- Victor Woolf com propietari de botiga

## Producció
El tinent coronel Alexander Scotland OBE va ser assessor tècnic de la pel·lícula. Encara que la pel·lícula es basava ostensiblement en una història real, i Escòcia era coneguda com "Schottland" durant el seu servei amb les forces alemanyes a l'Àfrica a principis de segle, la pel·lícula no es basava en les experiències a Escòcia. Va servir durant la guerra com a comandant de " The London Cage ", una instal·lació del MI19 que interrogava els alemanys capturats.
Michael Caine apareix en un petit paper com a oficial de la Gestapo, i Donald Pleasence interpreta un general alemany. Els guionistes Michael Wilson i Alfred Levitt no van ser acreditats a causa d'estar a la llista negra. El crèdit es va donar a James O'Donnell. Els seus crèdits es van restaurar el 1999. Dalton Trumbo, també a la llista negra, va ser el consultor de la història.